# Donald A. Thomas
Donald Alan Thomas, född 6 maj 1955 i Cleveland, Ohio, är en amerikansk astronaut uttagen i astronautgrupp 13 den 17 januari 1990.

## Rymdfärder
- STS-65
- STS-70
- STS-83
- STS-94